# Liste der französischen Botschafter in Ecuador
Liste der französischen Botschafter in Ecuador
Der Botschafter residiert an der Calle genéral Leonidas Plaza 107 et Patria.

## Botschafter
| Ernennung Akkreditierung | Name                                           | Bemerkungen                                                                    | ernannt von                | akkreditiert während der Regierung von | Posten verlassen |
| ------------------------ | ---------------------------------------------- | ------------------------------------------------------------------------------ | -------------------------- | -------------------------------------- | ---------------- |
| 1832                     | Jean Baptiste Washington de Mendeville         | Konsul in Guayaquil                                                            | Louis-Philippe I.          | Juan José Flores                       |                  |
| 1834                     | Claude Buchet de Martigny                      | Geschäftsträger in Bolivien, in Sondermission in Ecuador                       | Louis-Philippe I.          | Juan José Flores                       |                  |
| 1836                     | Jean Baptiste Washington de Mendeville         | Generalkonsul und Geschäftsträger                                              | Louis-Philippe I.          | Vicente Rocafuerte                     | 1851             |
| 1851                     | Charles de Montholon                           | Generalkonsul und Geschäftsträger                                              | Napoléon III.              | José María Urbina                      | 1852             |
| 1859                     | Emile Trinité                                  | Generalkonsul und Geschäftsträger                                              | Napoléon III.              | José María Avilés Pareja               | 1860             |
| 1860                     | Antoine de Lapierre                            | Kanzler des Konsulates in Quito                                                | Napoléon III.              | Gabriel García Moreno                  | 1861             |
| 1861                     | Antoine Fabre                                  | Generalkonsul und Geschäftsträger                                              | Napoléon III.              | Gabriel García Moreno                  | 1864             |
| 1864                     | Mureui                                         | Geschäftsträger der Gesandtschaft und des Konsulates                           | Napoléon III.              | Gabriel García Moreno                  |                  |
| 1865                     | Chevalier de Saint-Robert                      |                                                                                | Napoléon III.              | Jerónimo Carrión                       | 1867             |
| 1867                     | Paul Saillard                                  | Geschäftsträger der Gesandtschaft und des Konsulates                           | Napoléon III.              | Pedro José de Arteta                   | 1868             |
| 1869                     | Antoine de Dulcat                              | Generalkonsul und Geschäftsträger                                              | Napoléon III.              | Gabriel García Moreno                  | 1872             |
| 1872                     | Ch. de Saint Charles                           | Generalkonsul und Geschäftsträger                                              | Adolphe Thiers             | Gabriel García Moreno                  | 1873             |
| 1874                     | F. Boulard                                     | Generalkonsul und Geschäftsträger                                              | Patrice de Mac-Mahon       | Gabriel García Moreno                  | 1877             |
| 1877                     | Gustave Duchesne de Bellecourt                 | Generalkonsul und Geschäftsträger                                              | Patrice de Mac-Mahon       | Ignacio de Veintemilla                 | 1879             |
| 1879                     | Auguste Boutaud                                | Leiter des Generalkonsulates                                                   | Jules Grévy                | Ignacio de Veintemilla                 | 1881             |
| 1881                     | Ernest Héritte                                 | Generalkonsul und Geschäftsträger                                              | Jules Grévy                | Ignacio de Veintemilla                 | 1882             |
| 1883                     | Henri Pierret                                  | Generalkonsul und Geschäftsträger                                              | Jules Grévy                | Luis Cordero Crespo                    | 1886             |
| 1887                     | Georges Carra de Vaux                          | Generalkonsul und Geschäftsträger                                              | Marie François Sadi Carnot | Luis Cordero Crespo                    | 1890             |
| 1891                     | Francisco Ambrogi                              | Geschäftsträger                                                                | Marie François Sadi Carnot | Antonio Flores Jijón                   | 1892             |
| 1892                     | Georges Carra de Vaux                          | Generalkonsul und Geschäftsträger                                              | Marie François Sadi Carnot | Luis Cordero Crespo                    | 1893             |
| 1893                     | Auguste Boutaud                                | Geschäftsträger                                                                | Marie François Sadi Carnot | Luis Cordero Crespo                    | 1894             |
| 1894                     | Charles Doublet Marqués de Persan              | Generalkonsul und Geschäftsträger                                              | Marie François Sadi Carnot | Luis Cordero Crespo                    | 1896             |
| 1896                     | Louis Jacques Rabut                            | (* 1865) Kanzler und Geschäftsträger                                           | Félix Faure                | Eloy Alfaro                            | 1897             |
| 1897                     | Hippolyte Frandin                              | Generalkonsul und Geschäftsträger                                              | Félix Faure                | Eloy Alfaro                            | 1902             |
| 1902                     | Frédéric Mercier                               | Generalkonsul und Geschäftsträger                                              | Émile Loubet               | Leonidas Plaza Gutiérrez               | 1903             |
| 1903                     | Georges Pricot de Sainte Marie                 | Geschäftsträger                                                                | Émile Loubet               | Leonidas Plaza Gutiérrez               | 1905             |
| 1905                     | Albert Eduard Bobot Descoutures                |                                                                                | Émile Loubet               | Lizardo García                         |                  |
| 1905                     | Georges Pricot de Sainte Marie                 | Geschäftsträger                                                                | Émile Loubet               | Lizardo García                         | 1906             |
| 1906                     | Albert Eduard Bobot Descoutures                | Ministro Residente                                                             | Armand Fallières           | Eloy Alfaro                            | 1908             |
| 1908                     | P. Luzon                                       | Geschäftsträger                                                                | Armand Fallières           | Eloy Alfaro                            | 1909             |
| 1909                     | Albert Eduard Bobot Descoutures                | Ministro Residente                                                             | Armand Fallières           | Eloy Alfaro                            | 1910             |
| 1910                     | Paul Suzor                                     | Geschäftsträger                                                                | Armand Fallières           | Eloy Alfaro                            | 1911             |
| 1911                     | Jean Baudin                                    | Ministro Residente                                                             | Armand Fallières           | Flavio Alfaro                          |                  |
| 1912                     | Paul Suzor                                     | Geschäftsträger                                                                | Armand Fallières           | Leonidas Plaza Gutiérrez               | 1913             |
| 1912                     | Henri Francastel                               | Ministro Residente                                                             | Armand Fallières           | Leonidas Plaza Gutiérrez               | 1914             |
| 1914                     | Louis Gaussen                                  | Geschäftsträger                                                                | Raymond Poincaré           | Leonidas Plaza Gutiérrez               |                  |
| 1914                     | Henri Francastel                               | Ministro Residente                                                             | Raymond Poincaré           | Leonidas Plaza Gutiérrez               | 1915             |
| 1915                     | Robert Beufvé                                  | Ministro Residente                                                             | Raymond Poincaré           | Leonidas Plaza Gutiérrez               | 1919             |
| 1919                     | Ludovic de Francqueville                       | Ministro Residente                                                             | Raymond Poincaré           | Alfredo Baquerizo Moreno               | 1920             |
| 1921                     | Edouard Clavery                                | Ministro Residente                                                             | Alexandre Millerand        | José Luis Tamayo                       | 1924             |
| 1924                     | Edouard Clavery                                | außerordentlicher Gesandter und Ministre plénipotentiaire                      | Gaston Doumergue           | Gonzalo Córdova                        | 1926             |
| 1926                     | Maurice Giachetti                              | Geschäftsträger                                                                | Gaston Doumergue           | Isidro Ayora                           | 1927             |
| 1927                     | Fernand Wiet                                   | Ministro Residente                                                             | Gaston Doumergue           | Isidro Ayora                           | 1928             |
| 1928                     | Marie Pallu de la Barriere                     | Ministro Residente                                                             | Gaston Doumergue           | Isidro Ayora                           | 1930             |
| 1931                     | André Le Mallier                               | außerordentlicher Gesandter und Ministre plénipotentiaire                      | Paul Doumer                | Alfredo Baquerizo Moreno               | 1933             |
| 1933                     | Georges Terver                                 | außerordentlicher Gesandter und Ministre plénipotentiaire                      | Albert Lebrun              | Abelardo Montalvo                      | 1937             |
| 1937                     | Jean Dobler                                    | außerordentlicher Gesandter und Ministre plénipotentiaire                      | Albert Lebrun              | Alberto Enríquez Gallo                 | 1941             |
| 1942                     | Etienne Raux                                   | Delegierter des Comité Nacional Francés                                        | Philippe Pétain            | Carlos Alberto Arroyo del Río          |                  |
| 1941                     | André Boissier                                 | außerordentlicher Gesandter und Ministre plénipotentiaire                      | Philippe Pétain            | Carlos Alberto Arroyo del Río          | 1943             |
| 12. Apr. 1944            | Pierre Denis                                   | Geschäftsträger                                                                | Charles de Gaulle          | José María Velasco Ibarra              | 1945             |
| 1945                     | Pierre Denis                                   | außerordentlicher Gesandter und Ministre plénipotentiaire                      | Charles de Gaulle          | José María Velasco Ibarra              | 1948             |
| 19. Nov. 1947            | Armand Henriot                                 | außerordentlicher Gesandter und Ministre plénipotentiaire                      | Vincent Auriol             | Galo Plaza Lasso                       |                  |
| 1948                     | Armand Henriot                                 | außerordentlicher Gesandter und Ministre plénipotentiaire                      | Vincent Auriol             | Galo Plaza Lasso                       | 1950             |
| 1950                     | Jean Morawiecki                                | Geschäftsträger                                                                | Vincent Auriol             | Galo Plaza Lasso                       | 1951             |
| 11. Apr. 1951            | Pierre Denis                                   | 12. September 1951 außerordentlicher Botschafter und Ministre plénipotentiaire | Vincent Auriol             | Galo Plaza Lasso                       | 1955             |
| 1. Juni 1955             | Georges Bernys                                 |                                                                                | René Coty                  | José María Velasco Ibarra              | 1960             |
| 28. Juli 1960            | Robert Valeur                                  |                                                                                | Charles de Gaulle          | José María Velasco Ibarra              | 1965             |
| 11. Aug. 1995            | Robert Morel-Fracoz                            |                                                                                | Charles de Gaulle          | Ramón Castro Jijón                     | 1967             |
| 27. Dez. 1967            | René Thibault                                  |                                                                                | Charles de Gaulle          | Otto Arosemena                         | 1972             |
| 12. Apr. 1972            | Pierre Barbuse                                 |                                                                                | Georges Pompidou           | Guillermo Rodríguez Lara               | 1976             |
| 23. Aug. 1976            | Marcel Maitre                                  |                                                                                | Valéry Giscard d’Estaing   | Alfredo Poveda Burbano                 | 1980             |
| 25. Juni 1980            | Louise Albert Loiseleur Des Longchamps Deville |                                                                                | Valéry Giscard d’Estaing   | Jaime Roldós                           | 1983             |
| 2. Juni 1983             | Michel Perrin                                  |                                                                                | François Mitterrand        | Osvaldo Hurtado                        | 1987             |
| 14. Mai 1987             | Jean Michel Dasque                             |                                                                                | François Mitterrand        | León Febres Cordero                    | 1989             |
| 7. Sep. 1989             | Jean Michel Gaussot                            |                                                                                | François Mitterrand        | Rodrigo Borja                          | 1993             |
| 1. Feb. 1993             | Joseph Rappin                                  |                                                                                | François Mitterrand        | Sixto Durán Ballén                     | 1997             |
| 10. Okt. 1997            | Francois Goudard                               |                                                                                | Jacques Chirac             | Fabián Alarcón                         | 2000             |
| 1. Sep. 2000             | Serge Pinot                                    |                                                                                | Jacques Chirac             | Gustavo Noboa                          | 2003             |
| 20. Jan. 2004            | François Cousin                                |                                                                                | Jacques Chirac             | Lucio Gutiérrez                        | 2006             |
| 2. Nov. 2006             | Didier Lopinot                                 |                                                                                | Nicolas Sarkozy            | Rafael Correa                          | 2009             |
| 11. Jan. 2010            | Jean-Baptiste Main de Boissiere                |                                                                                | Nicolas Sarkozy            | Rafael Correa                          |                  |